# Holi
Holi, sau Holli (în sanscrită होली), este un festival al primăverii sărbătorit de hinduși, sikh și alte religii. Este ținut în principal în India, Nepal, Sri Lanka, și în țări cu diasporă indiană semnificativă, cum ar fi Surinam, Guyana, Africa de Sud, Trinidad, Regatul Unit, Statele Unite, Mauritius și Fiji. În statele indiene Bengalul de Vest și Orissa, este denumit Dolyatra (Doul Jatra) sau Basanta-Utsav („festivalul primăverii”). Cele mai semnificative sărbători Holi sunt cele ținute în regiunea Braj, în zonele legate de zeul Krishna: Mathura, Vrindavan, Nandagaon și Barsana. Aceste locuri au devenit atracții turistice în timpul sezonului de Holi, care durează până la șaisprezece zile.
Principala zi de Holi, denumită și Dhuli Vandana în sanscrită, precum și Dhulheti, Dhulandi sau Dhulendi, este sărbătorită de oameni prin aruncarea de pulberi colorate și de apă colorată unii în alții. Focurile de tabără se aprind cu o zi înainte, zi denumită Holika Dahan (arderea de Holika) sau Chhoti Holi (micul Holi). Rugurile sunt aprinse în amintirea evadării miraculoase a tânărului Prahlad realizată când demona Holika, sora lui Hiranyakashipu, l-a dus prin foc. Holika a ars, dar Prahlad supus credincios al zeului Vishnu, a scăpat nevătămat din cauza credinței sale nestrămutate. Holika Dahan este denumit și Kama Dahanam în sudul Indiei.
Holi este sărbătorit la sfârșitul iernii în ultima zi cu lună plină (Purnima) a lunii Phalguna care cade de regulă în ultima parte a lui februarie sau martie. În 2010, Holi a căzut pe 1 martie iar Holika Dahan pe 28 februarie.
Rangapanchami are loc câteva zile mai târziu într-o zi de Panchami (a cincea zi de la luna nouă), marcând finalul festivalului culorilor.

## Semnificație
În teologia Vaishnava, Hiranyakashipu este regele demonilor, și, prin grația zeului Brahma, este aproape imposibil de omorât, aceasta datorită lungii sale penitențe, după care s-a rugat să nu poată fi omorât „nici ziua, nici noaptea; nici în casă, nici afară; nici pe pământ, nici pe cer; nici de un om, nici de un animal; nici de astra, nici de shastra”. Din această cauză, a devenit arogant și a atacat Cerul și Pământul. A cerut ca oamenii să nu mai adore zeii și să înceapă să se roage la el.
Propriul fiu al lui Hiranyakashipu, (Prahlada), era credincios zeului Vishnu. În amenințărilor lui Hiranyakashipu, Prahlada a continuat să se roage la Vishnu. El a fost otrăvit, dar otrava s-a prefăcut în nectar în gura lui. S-a poruncit călcarea lui de elefanți, dar a rămas neatins. A fost pus într-o cameră plină de șerpi veninoși înfometați și a supraviețuit. Toate încercările lui Hiranyakashipu de a-și ucide fiul au eșuat. În cele din urmă, a ordonat ca tânărul Prahlada să stea pe un rug în poala surorii sale demon, Holika, care nu putea muri deoarece și ea avea darul de a nu putea muri arsă de foc. Prahlada a acceptat porunca tatălui ei, si s-a rugat la Vishnu să-i salveze fratele. Când focul a fost aprins, toată lumea a văzut cum Holika a murit arsă, în timp ce Prahlada a scăpat nevătămat. Arderea Holikăi este sărbătorită de Holi.

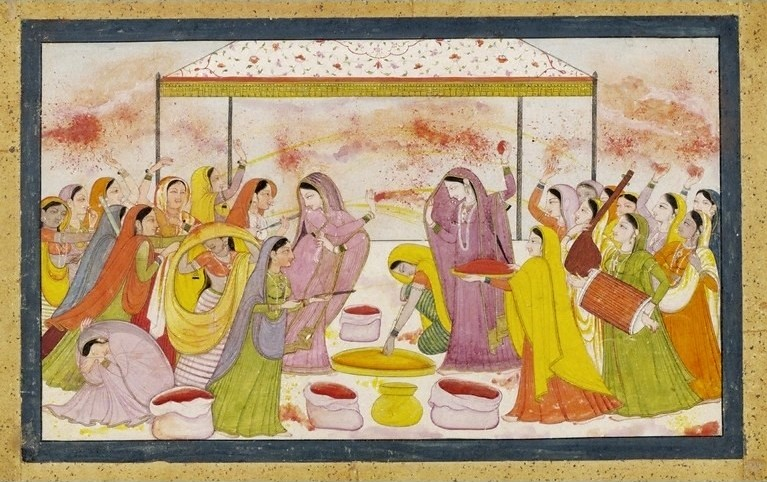
Radha și gopi sărbătorind Holi, cu acompaniament muzical

Ulterior, Vishnu a apărut în formă de Narasimha (jumătate om, jumătate leu) și l-a ucis pe Hiranyakashipu în zorii zilei (când nu era nici zi nici noapte), pe treptele prispei casei (nici înăuntru, nici în afară) ținându-l în poală (nici în cer, nici pe pământ) zgâriindu-l cu ghearele (care nu sunt nici astra nici shastra).
În Vrindavan și Mathura, unde a crescut Krishna, festivalul se sărbătorește timp de is  16 zile (până la Rangpanchmi) în comemorarea dragostei divine a lui Radha pentru Krishna. Se crede că Krishna ar fi popularizat festivalul jucând feste gopilor de acolo. Krishna s-ar fi plâns mamei lui despre contrastul dintre pielea lui întunecată și cea deschisă la culoare a lui Radha (Shakti sau energia care conduce lumea). Mama lui Krishna s-a hotărât să dea cu culoare pe fața lui Radha.
O altă poveste despre originile sărbătorii Holi este despre Kamadeva, un zeu al dragostei. Trupul lui Kama a fost distrus când a tras cu arma în Shiva pentru a-i perturba meditația și a-l ajuta pe Parvati să se căsătorească cu Shiva. Shiva și-a deschis atunci al treilea ochi, a cărui privire era atât de puternică încât trupul lui Kama a fost prefăcut în cenușă. De dragul soției lui Kama, Rati (pasiune), Shiva l-a reînviat, dar numai ca imagine mentală, reprezentând adevărata stare sentimentală și spirituale a dragostei în locul dorinței fizice. Rugul de Holi ar sărbători în acest caz acest eveniment.

## Ritualuri de Holi
Prima atestare documentară a sărbătorii de Holi se găsește în drama sanscrită din secolul al VII-lea, Ratnavali. Există ritualuri perene legate de Holi: primul este mânjirea reciprocă cu pulbere colorată, aruncarea de apă parfumată și colorată din pichkari (vase în formă de seringi mari sau pistoale cu apă). Deși festivalul începe cu multe zile înainte, cu „Holi Milan”, serate muzicale, unde se cântă cântece legate de festival și de povestea de dragoste a lui Radha Krishna; se cântă și un tip special de cântece populare, denumite Hori. Unele clasice cum ar fi Aaj biraj mein Holi re rasiya sunt tradiționale de multe generații.
Pregătirea hranei începe și ea cu multe zile în avans, și se prepară gujia, papadum, kanji și diverse feluri de gustări inclusiv malpua, mathri, puran poli, și dahi badas, servite oaspeților la Holi.

### Holika Dahan: rugul de Holi

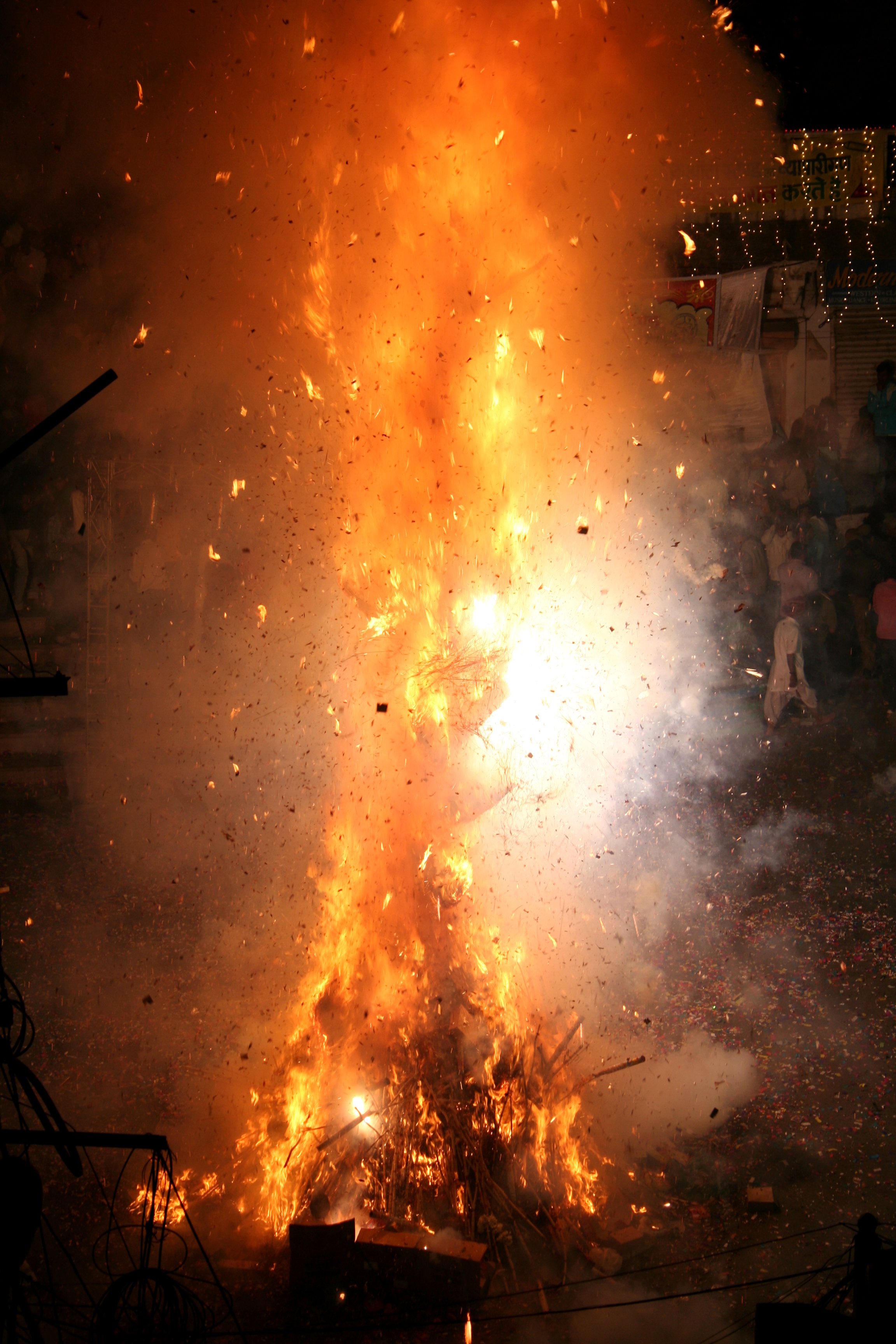
Holika Dahan (rugul de Holi)

Principalul punct de atracție al festivalului este arderea rugului sfânt, Holika. Tradițional, rugul din ziua de Holi marchează uciderea demonei Holika.
Aceasta este similară altor festivaluri în care se ard efigii, cum ar fi Ravana Dahan în ziua de Vijayadashami (Dusshera) sau cele din alte religii din toată lumea, care semnifică sfârșitul forțelor întunecate sau demonice. În cazul Holika Dahan, efigia a dispărut aproape și apare doar în formă simbolică, cu excepția câtorva zone din regiunea Braja, în care efigiile încă mai apar la colț de stradă sau în piețele publice, în vârful rugului. Acesta este aprins după alte ritualuri, iar oamenii fac pradakshina pe rug. A doua zi, victoria este sărbătorită ca ziua de Dulhendi.
În alte zone, mai ales în Regatul Unit, în foc se aruncă nuci de cocos, după care sunt scoase. Coaja arsă a nucii de cocos o reprezintă pe Holika, arsă pe rug. Interiorul alb îl reprezintă pe Prahlad, care încă trăiește și nu este afectat de foc.

### Dulhendi
Principalele ingrediente ale sărbătorii sunt Abir și Gulal, în toate culorile posibile. Urmează stropirea cu apă colorată din pichkari. Apa colorată se pregătește cu flori de Tesu, care se culeg din copaci, se usucă la soare și se pisează, după care se amestecă cu apă pentru a produce o apă colorată în galben-portocaliu. Un alt element tradițional de Holi astăzi mai rar este o pulbere roșie conținută în globuri de Lakh, care se sparg brusc și răspândesc praful.